# Förderunterricht
Förderunterricht stellt eine Maßnahme zur Differenzierung von Lernangeboten dar, die an die unterschiedlichen Lernvoraussetzungen der Schüler angepasst wird.

## Allgemein
Die innere Differenzierung von Lernangeboten ist oft nicht ausreichend, um Kindern mit Lernstörungen effektiv zu helfen. Deshalb sind zusätzliche Fördermaßnahmen in speziellen Fördergruppen notwendig, die von Klassen-, oder  Fachlehrer, Sonderpädagogen, Lerntherapeuten oder Schriftsprachenberater durchgeführt werden können.

## Ziel
Im Förderunterricht sollen Schüler mit erkennbaren Lernschwächen im regulären Unterricht ihre Wissenslücken schließen und notwendige Lernvoraussetzungen erwerben, um erfolgreich am Klassenunterricht teilzunehmen.

## Formen von Förderunterricht

### Binnendifferenzierender Förderunterricht
Klassen-, Fachlehrer werden durch eine zusätzliche Lehrkraft unterstützt, die mit den Förderschülern innerhalb der Klasse lernt.

### Extern differenzierender Förderunterricht
Die Förderschüler verlassen für bestimmte Zeitabschnitte die Klasse, um an kleineren spezialisierten Lerngruppen teilzunehmen.

### Zusätzlicher schulischer Förderunterricht
Die Förderschüler erhalten zusätzliche Lerneinheiten außerhalb der Unterrichtszeit.

### Außerschulischer Förderunterricht
Hierbei findet der Förderunterricht in der Regel an Nachmittagen außerhalb der Schule in Nachhilfeeinrichtungen, Beratungsstellen oder Förderinstituten statt.

## Planung und Durchführung

### Auswahl der Schüler und konzeptionelle Planung
Zuerst wird der Förderbedarf der Schüler durch regelmäßige Beobachtung der Unterrichtsbeteiligung sowie durch Ermittlung des Unterrichtserfolges durch Kontrollen festgestellt. Danach wird über Zusammenstellung der Gruppen, Form des Förderunterrichts, Ziele und Inhalte, aber auch zeitliche und räumliche Voraussetzungen entschieden. Zudem werden klare Aufgaben an die lehrenden Instanzen verteilt.

### Förderdiagnostische Untersuchung
In diesem Schritt werden diagnostische Lernaufgaben ausgewählt, welche die Anforderungen repräsentieren, an denen im Förderunterricht gearbeitet werden soll. Daraufhin wird ein detaillierter Überblick über das Vorwissen und die Lernstrategien der Schüler erarbeitet. Im Verlauf der Förderung wird die Lerndiagnose laufend aktualisiert und das dazu passende Lernangebot ausgewählt.

### Definition der Ziele zur individuellen Lernförderung und Förderplanung
Hierbei werden die Förderziele konkretisiert. Die angestrebten Ziele werden in Form konkreter Lernaufgaben operationalisiert, um den Lernerfolg zu sichern. Dadurch erlangt man eindeutige Kriterien für die Erfolgskontrolle. In der darauffolgenden Unterrichtsplanung wird ein Leitfaden für die Ziele, Inhalte und Methoden der einzelnen Förderabschnitte festgelegt. Die Planung muss jedoch genügend Raum für schülerorientiertes und situationsgerechtes Unterrichten lassen.

### Durchführung der Förderung
Die Förderstunden beginnen meist mit einer Aktualisierung und Festigung bisheriger Inhalte. Es wird hierbei ausgewertet, ob und wie gelernte Inhalte aus dem Regelunterricht angewandt wurden. Danach wird neuer Stoff erarbeitet und auf die Anwendung der Lerninhalte im weiteren Unterricht vorbereitet.

## Wirksamkeit und Wirksamkeitsbedingungen
Die Wirksamkeit von Förderunterricht wird von verschiedenen Faktoren bestimmt.
Je präziser die Ziele und Aufgaben definiert werden und der Austausch zwischen den Lehrenden über den Lernstand des Schülers erfolgt, desto positiver fallen die Ergebnisse aus. Außerdem wirkt es sich positiv aus, wenn die Lehrkräfte unterstützendes und ermutigendes Verhalten gegenüber den Schülern zeigen und für den Einsatz im Förderunterricht besonders geschult wurden.